# When Christmas Comes
A When Christmas Comes Mariah Carey és John Legend amerikai énekesek duettje. 2011-ben jelent meg. A dal 2010-ben már megjelent Carey Merry Christmas II You című albumán, ez még szólóváltozat volt, a duett 2011-ben készült és november 21-én jelent meg, digitális letöltésként.

## Videóklip
A dal videóklipjét Los Angelesben forgatták 2011 novemberében, premierje december 11-én volt a BET tévécsatorna A Very BET Christmas special című műsorában. A klipben a két énekes mellett szerepelnek Carey és férje, Nick Cannon családtagjai és barátai, köztük áprilisban született ikreik, Monroe és Moroccan.

## Fogadtatása
Scott Shelter, a Pop Crush munkatársa ötből négy csillagot adott a dalra, melyet érzékinek nevezett. „Nehéz hibát találni a popzene két legerősebb hangú énekesének karácsonyi duettjében”. Dicsérte Careynek azt a képességét is, hogy jó ünnepi dalokat ír, és azt is, hogy „hallhatjuk Carey ötoktávos hangjának magasabb hangjait is, melyeket mostanában már ritkán használ”.

## Slágerlista
| Slágerlista (2011)                  | Legmagasabb helyezés |
| ----------------------------------- | -------------------- |
| USA Billboard Hot R&B/Hip-Hop Songs | 59                   |